# Кристоф Фридрих фон Щолберг-Щолберг
Кристоф Фридрих фон Щолберг-Щолберг (на немски: Christoph Friedrich, Graf zu Stolberg-Stolberg; * 18 септември 1672, Ортенберг, Ветерау, Хесен-Дармщат; † 22 август 1738, Щолберг, Харц, Саксония-Анхалт) от фамилията Щолбер, е граф на Щолберг-Щолберг в Харц, господар на Келбра, Херинген, Хонщайн и Нойщат.

## Биография
Той е син на граф Кристоф Лудвиг I фон Щолберг-Щолберг (1634 – 1704) и съпругата му ландграфиня Луиза Кристина фон Хесен-Дармщат (1636 – 1697), дъщеря на ландграф Георг II фон Хесен-Дармщат (1605 – 1661) и принцеса София Елеонора Саксонска (1609 – 1671), дъщеря на курфюрст Йохан Георг I от Саксония.
„Щолберг-Щолберг“ е поделен през 1706 г. между двете линии Щолберг-Щолберг и Щолберг-Росла. Брат му Йост Кристиан (1676 – 1739) става граф на Щолберг-Росла.
Кристоф Фридрих фон Щолберг-Щолберг умира на 22 август 1738 г. на 65 години в Щолберг и е погребан там.
На 22 март 1893 г. праправнукът му Алфред (1820 – 1903) става 1. княз на Щолберг.

## Фамилия
Кристоф Фридрих фон Щолберг-Щолберг се жени на 23/25 септември 1701 г. в Райзихт близо до Легница (или в Замитц, Голдберг, Злотория, Долна Силезия, Полша) за фрайин Хенриета Катарина фон Бибран и Модлау (* 7 септември 1680, Райзихт; † 24 октомври 1748, Щолберг), дъщеря на фрайхер Сигизмунд Хайнрих фон Бибран и Модлау (1640 – 1693) и Мария Катарина фон Кцетритц и Нойхауз (1665 – 1718). Те имат 8 деца:
- Кристоф Лудвиг II фон Щолберг-Щолберг (* 14 март 1703, Щолберг; † 20 август 1761, Щолберг), граф на Щолберг-Щолберг, женен на 4 март 1737 г. в Росла за първата си братовчедка графиня Луиза Шарлота фон Щолберг-Росла (* 5 юни 1716, Росла; † 15 юни 1796, Щолберг), дъщеря на чичо му граф Йост Кристиан фон Щолберг-Росла (1676 – 1739)
- Мария фон Щолберг-Щолберг (* 24 май 1704, Щолберг; † 4 април 1722, Щолберг)
- Готлоб Фридрих фон Щолберг-Щолберг (* 30 юни 1706, Щолберг; † 4 август 1737 в битка при Баня Лука, Сръбска, Босна-Херцеговина)
- Фридрих Хайнрих фон Щолберг-Щолберг (* 24 юни 1707, Щолберг; † 22 март 1722, Щолберг)
- Кристиана Фридерика фон Щолберг-Щолберг (* 1 юни 1709; † 22 май 1723, Щолберг)
- Луиза Фридерика фон Щолберг-Щолберг (* 1 юли 1710, Щолберг; † 31 октомври 1757, Ронсток, Полша), омъжена на 5 февруари 1727 г. в Щолберг за граф Ханс Хайнрих IV фон Хохберг, фрайхер цу Фюрстенщайн (* 30 септември 1705; † 7 април 1758)
- Кристиан Гюнтер фон Щолберг-Щолберг (* 9 юли 1714, Щолберг; † 22 юни 1765, Аахен), господар на Брамщет, женен на 26 май 1745 г. в Хамбург за графиня Кристиана Шарлота фон Кастел-Ремлинген (* 5 септември 1722, Ремлинген; † 20 декември 1773, Копенхаген, Дания)
- Карл Георг фон Щолберг-Щолберг (* 8 декември 1716, Щолберг; † 2 юли 1752, Щолберг), шведски и хесенски полковник

С Доротея Елизабет Шперлинг, нар. Рабе той има един син:
- Фридрих Кристиан Лудвиг Шперлинг (* пр. 1752)